# 365739 Peterbecker
365739 Peterbecker este o planetă minoră (asteroid) din centura de asteroizi. A fost descoperită pe 15 septembrie 2004 la Drebach de André Knöfel⁠(d). 
Obiectul prezintă o orbită caracterizată de o semiaxă mare de 3,0317790559527 UAi, o excentricitate de 0,09, o înclinație de 10,5 ° în raport cu ecliptica.